# Wojciech Małecki (żołnierz)
Wojciech Małecki (ur. 7 kwietnia 1897 w Poznaniu, zm. 23 lipca 1968 tamże) – podoficer armii niemieckiej, armii wielkopolskiej i sierżant Wojska Polskiego, uczestnik I wojny światowej i wojny polsko-bolszewickiej. Kawaler Orderu Virtuti Militari.

## Życiorys
Urodził się w rodzinie Wojciecha i Józefy z d. Nowaczyk. Absolwent szkoły powszechnej. Zmobilizowany w 1916 do armii niemieckiej. Zwolniony w stopniu kaprala w 1918. Od 27 grudnia 1918 brał udział w powstaniu wielkopolskim. 
Od stycznia 1919 w szeregach XV batalionu saperów. Następnie od lutego 1920 w odrodzonym Wojsku Polskim. Służył w XVII batalionie saperów z którym brał udział w walkach wojny polsko-bolszewickiej.
Szczególnie zasłużył się 4 czerwca 1920, kiedy „otrzymał rozkaz od d-cy baonu zajęcia wioski Sychylów. Po dwugodzinnej walce przeciwnik został z wioski wyparty. Pluton M. wziął 5 jeńców i zdobył ckm, nie ponosząc strat”. Za tę postawę został odznaczony Orderem Virtuti Militari.
Po zakończeniu wojny pozostał w wojsku jako żołnierz zawodowy. Służył w 7 Pułku Saperów Wielkopolskich. 20 grudnia 1926 został przeniesiony do rezerwy. Pracował następnie w PKP do emerytury. Zmarł w Poznaniu, pochowany na cmentarzu Górczyńskim.

## Życie prywatne
Żonaty z Zofią Lecińską. Mieli czworo dzieci.

## Ordery i odznaczenia
- Krzyż Srebrny Orderu Wojskowego Virtuti Militari nr 5506[1][2]
- Krzyż Walecznych[1]